# 중영속정장인조약
중영속정장인조약(중국어: 中英續訂藏印條約, 영어: Convention Between Great Britain and China Respecting Tibet)은 1906년 4월 27일 대영 제국과 청나라 간 체결된 조약이다.

## 상세

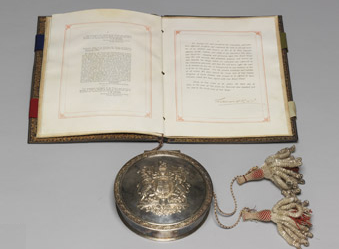
중영속정장인조약 원본

20세기 초 대영제국은 러시아 제국의 동튀르키스탄, 즉 현재 신장 위구르 자치구 지역의 진출을 막기 위해서 그레이트 게임의 일환으로 1903년과 1904년에 티베트를 침공하였다. 1904년의 라싸 조약 체결 이후 영국과 청나라는 다시 한번 조약을 체결하게 된다. 그리하여 본 조약은 기존에 대영제국과 청나라가 체결하였던 라싸 조약에 연결되는 조약이며, 영국의 티베트 원정 이후 티베트에 대한 중국의 소유권을 재확인하였다. 영국은 청나라 정부에 대한 보상의 대가로 티베트를 합병하거나 간섭하지 않기로 합의한 반면, 중국은 "다른 어떤 외국 국가도 티베트의 영토나 내부 행정을 방해하는 것을 허용하지 않기로" 합의했다.
1929년 중화민국 외교부가 통상각국조약이라는 서적에 이 조약을 포함시켜 출판하였다.

## 같이 보기
- 청나라 치하 티베트